# Martin Jandus
Martin Jandus (* 2. prosince 1997, Praha) je český hokejový obránce.

## Kariéra
Jandus debutoval v české extralize za tým HC Sparta Praha v sezóně 2016/17.
V roce 2023 přestoupil do finské Liigy, konkrétně do týmu Oulun Kärpät.
V prosinci 2024 Jandus předčasně odešel zpět do Česka, a to do klubu HC Oceláři Třinec.

## Reprezentace
Jandus poprvé reprezentoval za českou seniorskou reprezentaci na turnaji Karjala v roce 2022.